# Scarchives Vol. 1
Scarchives Vol. 1 je album finske glasbene skupine Lordi. Izšel je leta 2012 pri založbi Sony Music.

## Seznam skladb
1. "Playing The Devil (Bend Over and Pray the Lord)" - 4:10
2. "Cyberundertaker" - 4:35
3. "Steamroller" - 4:42
4. "Almost Human" § - 3:14
5. "Idol" - 5:12
6. "Paint in Blood" - 3:48
7. "Death Suits You Fine" - 3:55
8. "I Am the Leviathan" - 3:26
9. "Take Me to Your Leader" - 4:25
10. "Monstermotorhellmachine" - 5:13
11. "The Dead Are The Family" - 3:35
12. "White Lighting Moonshine" - 5:07
13. "With Love And Slegdehammer" - 3:59
14. "Get Heavy" (bonus track) - 3:00
15. "Hulking Dynamo" (bonus track) - 3:03

### DVD
1. Getting Ready
2. Scarctic Circle Gathering
3. Get Heavy
4. Hellbender Turbulence
5. Devil Is a Loser
6. Dynamite Tonite
7. Icon of Dominance
8. Enary Solo
9. Biomechanic Man
10. Monster Monster
11. Not the Nicest Guy
12. Last Kiss Goodbye
13. Rock the Hell Outta You
14. Would You Love a Monsterman?